# 덕적고등학교
덕적고등학교(德積高等學校)는 대한민국 인천광역시 옹진군 덕적면 진리에 있는 공립 고등학교이다.

## 학교 연혁
- 1933년 5월 1일 : 덕적공립보통학교 개교
- 1949년 6월 3일 : 덕적고등공민학교 인가
- 1955년 4월 27일 : 덕적중학교 설립인가
- 1955년 7월 10일 : 덕적중학교 개교
- 1957년 2월 15일 : 초대 지승만 교장 취임
- 1958년 3월 8일 : 덕적중학교 제1회 졸업(30명)
- 1979년 11월 2일 : 덕적고등학교 설립인가
- 1980년 3월 4일 : 덕적고등학교 개교
- 1996년 3월 1일 : 덕적초등학교로 명칭 변경
- 1997년 12월 3일 : 본관 건물 개축
- 1999년 3월 1일 : 덕적 초ㆍ중ㆍ고 통합운영
- 2001년 12월 1일 : 강당 및 교직원 신관사, 테니스코트 준공
- 2013년 3월 1일 : 인천광역시교육청지청 통합운영학교 연구학교 운영
- 2022년 1월 4일 : 중학교 제65회, 고등학교 제40회(중 7명, 고 6명 졸업)
- 2022년 3월 1일 : 고등학교 제26대 박현숙 교장 취임
- 2022년 3월 2일 : 중학교 9명, 고등학교 10명 입학

## 참고 자료
- 덕적고등학교 - 한국교육학술정보원 학교알리미